# Space: Above and Beyond
Space: Above and Beyond foi uma série de televisão estadunidense de ficção científica, criada por Glen Morgan e James Wong, e exibida originalmente no Brasil pela FOX e pela Rede Record (com o nome "Comando Espacial") entre 1995 e 1996.
Influenciado pelo livro The Forever War, foi um dos mais caros seriados de ficção científica já produzidos, com um custo de 1,5 a 2 milhões de dólares por episódio.[carece de fontes?]

## Premissa
Space: Above and Beyond se passa entre 2063 e 2064 e conta a história dos "Wildcards", um esquadrão de pilotos americanos a bordo do cargueiro espacial USS Saratoga. Após um ataque surpresa feito uma espécie alienígena desconhecida, eles são enviados para a guerra.

## Personagens principais
- Capitã Shane Vansen (interpretada por Kristen Cloke) - codinome Rainha de Ouros
- Tenente Nathan West (interpretado por Morgan Weisser) - codinome Rei de Copas
- Tenente Cooper Hawkes (interpretado por Rodney Rowland) - codinome Valete de Espadas
- Tenente Vanessa "Phousse" Damphousse (interpretado por Lanei Chapman) - codinome Ás de Copas
- Tenente Paul Wang (interpretado por Joel De La Fuente) - codinome Coringa
- Tenente Coronel TC McQueen (interpretado por James Morrison) - codinome Rainha Seis.